# Roger the Engineer
Roger the Engineer (původní britský název: Yardbirds, americký, německý a francouzský název: Over Under Sideways Down) je třetí studiové album skupiny The Yardbirds. V roce 2003 se album objevilo na 349. pozici v žebříčku časopisu Rolling Stone 500 nejlepších alb všech dob

## Seznam skladeb
Všechny skladby napsali Chris Dreja, Jim McCarty, Jeff Beck, Keith Relf a Paul Samwell-Smith.

### Původní britské vydání
| Strana 1 | Strana 1                 | Strana 1 |
| Pořadí   | Název                    | Délka    |
| -------- | ------------------------ | -------- |
| 1.       | Lost Woman               | 3:16     |
| 2.       | Over Under Sideways Down | 2:24     |
| 3.       | The Nazz Are Blue        | 3:04     |
| 4.       | I Can't Make Your Way    | 2:26     |
| 5.       | Rack My Mind             | 3:15     |
| 6.       | Farewell                 | 1:29     |

| Strana 2       | Strana 2                   | Strana 2 |
| Pořadí         | Název                      | Délka    |
| -------------- | -------------------------- | -------- |
| 1.             | Hot House of Omagarashid   | 2:39     |
| 2.             | Jeff's Boogie              | 2:25     |
| 3.             | He's Always There          | 2:15     |
| 4.             | Turn into Earth            | 3:06     |
| 5.             | What Do You Want           | 3:22     |
| 6.             | Ever Since the World Began | 2:09     |
| Celková délka: | Celková délka:             | 35:52    |

## Sestava
- Keith Relf – zpěv, harmonika
- Jeff Beck – sólová kytara, basová kytara, zpěv
- Chris Dreja – rytmická kytara, piáno, zpěv
- Paul Samwell-Smith – basová kytara, zpěv
- Jim McCarty – bicí, perkuse, zpěv